# 우선매수청구권
우선매수청구권 혹은 우선매수권이란 자산의 소유자가 자산을 제3자에게 매도하기 전에 같은 조건으로 매수할 수 있는 권리를 말한다. 영미법에서는 첫 번째 거절을 할 수 있는 권리 등으로 불린다. 이 청구권은 부동산, 개인재산, 특허권, 영화상영 등 거의 모든 종류의 자산 및 비즈니스에 적용할 수 있다. 우선매수청구권이 21년내에 행사되지 않을 우려가 있을 경우 영구구속금지의 원칙에 의해 권리가 무효가 된다.

## 대한민국
민사집행법은 공유지분의 매각에 있어 기존의 공유자에게 우선매수권을 인정하고 있다.

## 같이 보기
- 옵션 (금융)
- 신주인수권